# رسوب شیمیایی حمامی
روشرسوب شیمیایی حمامی (CBD)راهی برای لایه نشانی روی لایه‌های نازک و نانومواد می‌باشد که برای لایه نشانی در سطح گسترده یا لایه نشانی پیوسته مورد استفاده قرار می‌گیرد. در سال ۱۹۹۲ میلادی بروکمن سرب(‖)سولفید (PbS) را به وسیله روش رسوب لایه‌ای حمامی یا روش پرورشی لایه نشانی کرد.
مزایا و معایب
مهمترین مزیت روش رسوب لایه‌ای حمامی در این است که در ساده‌ترین حالتش یعنی با داشتن ظرف حاوی محلول واجزای مربوط به پایه رسوبی انجام می‌پذیرد. یکی از مشکلات این روش درهدر رفتن محلول پس ازهرلایه نشانی می‌باشد. روش رسوب لایه‌ای حمامی به صورت پایدار، چسبنده، یکپارچه وروی لایه‌های سخت با قابلیت تولید مجدد خوبی توسط فرایند نسبتاً آسانی عمل می‌کند. لایه نشانی روی سطوح نازک به شدت به شرایط لایه نشانی مانند زمان لایه نشانی، ساختارودمای محلول، توپوگرافی و ساختار شیمیایی لایه بستگی دارد.
مکانیسم واکنش
روش رسوب لایه‌ای حمامی از دو مرحله تشکیل شده:جوانه زنی و رشد لایه رسوبی که بر اساس تشکیل فاز جامد از محلول می‌باشد. در روش رسوب لایه‌ای حمامی سطح در محلول حاوی ماده رسوب کننده غوطه ور می‌شود.